# Pakistaníes
Los Paquistaníes (en urdu: پاكِستانى قوم‎, romanizado: Pākistānī Qaum, literalmente, Nación Paquistaní ) son los ciudadanos y nacionales de la República Islámica de Pakistán . Según el censo paquistaní de 2017, la población de Pakistán superaba los 213 millones de personas, lo que lo convierte en el quinto país más poblado del mundo. La mayoría de los paquistaníes hablan lenguas que pertenecen a la familia indo-iraní (subfamilias indo-aria e iraní ).

## Religión
Pakistán oficialmente respalda el Islam como la religión del estado . La abrumadora mayoría de los paquistaníes se identifican como musulmanes, y el país tiene la segunda mayor población musulmana del mundo después de Indonesia. Otras religiosas minoritarias incluyen el hinduismo, el cristianismo, la Ahmadiyya, el sijismo, la Fe baháʼí, el zoroastrismo y el kalasha . Las minorías hindúes y cristianas de Pakistán constituyen los segundo y tercer grupos religiosos más grandes del país, respectivamente.